# アイ・シー・シー

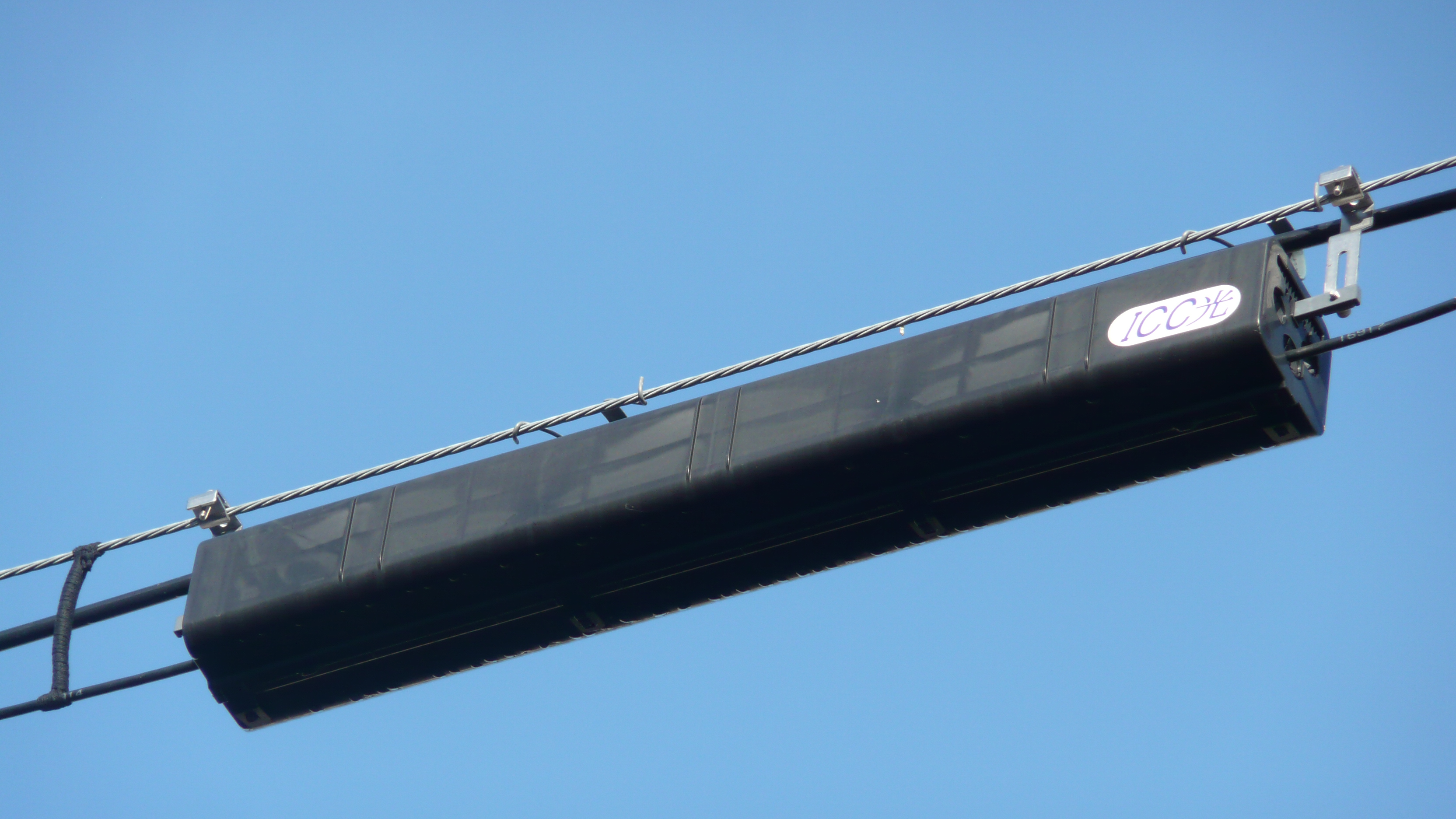
ICC光の端子函

株式会社アイ・シー・シー（ICC Corporation）は、愛知県一宮市に本社を置くケーブルテレビ局である。
マスコットキャラクターの名称はあいちゃん（i-chan）。サービスエリア内の世帯加入率は約45%。
毎週日曜の中日新聞朝刊・尾張版でクローバーTVと共にコミュニティチャンネルの1週間の主な番組の放送予定を掲載（掲載されない事もある）している。

## 沿革
出典：
- 1990年（平成2年）10月4日 - 一宮シティケーブル株式会社（いちのみやシティケーブル）設立。
- 1992年（平成4年）2月4日 - 有線テレビジョン放送施設設置許可。
- 1993年（平成5年）4月12日 - 開局（放送サービス開始、旧：一宮市エリア）。
- 1996年（平成8年）
  - 2月 - 葉栗郡木曽川町（現：一宮市）にサービスエリアを拡大。
  - 6月 - 株式会社アイ・シー・シーに社名変更。
- 1997年（平成9年）1月 - 尾西市（現：一宮市）にサービスエリアを拡大。
- 2000年（平成12年）
  - 4月21日 - 第1種電気通信事業許可。
  - 8月 - ケーブルインターネットサービス開始。
  - 12月 - BSデジタル放送の再送信開始。
- 2003年（平成15年）
  - 9月 - CSデジタル放送（CATVデジタル放送）の再送信開始。
  - 12月1日 - 地上デジタル放送の再送信開始（瀬戸デジタルテレビ放送所開局と同時）。
- 2004年（平成16年）10月 - コミュニティchをCATVデジタル放送にて放送開始。
- 2007年（平成19年）10月 - 緊急地震速報サービス開始。
- 2008年（平成20年）
  - 4月 - コミュニティchを地上デジタル放送12ch（D121）に移行。
  - 7月1日 - 今まで本社内にあった営業部門を同市せんい2丁目5番11号に移転し、道路に面した部分にはインターネットやケーブルテレビの視聴体験などが出来る「お客さまセンター」を開設[6]。なお企画制作部と技術部は引き続きJR尾張一宮駅前の本社に「放送センター」として残る。
  - 7月1日 - ぎふチャン（デジタル）の区域外再放送を開始。
- 2009年（平成21年）
  - 3月21日 - ケーブルプラス電話サービス開始。
  - 4月1日 - 三重テレビ（デジタル）の区域外再放送を開始
- 2010年（平成22年）
  - 7月 - コミュニティchのデータ放送開始。
  - 12月 - コミュニティchのサブch（D122）放送開始。
- 2011年（平成23年）7月1日 - デジアナ変換による地上アナログ放送の再送信を開始[7]
- 2012年（平成24年）10月1日 - auスマートバリュー開始。
- 2013年（平成25年）5月1日 - ケーブルTV Wi-Fi開始。
- 2015年（平成27年）
  - 3月12日 - 12:00にデジアナ変換による地上アナログ放送の再送信を終了[8]。
  - 12月 - 本店を一宮市栄四丁目6番8号へ移転（放送センター、お客さまセンター・統合）
- 2016年（平成28年）2月 - ケーブルスマホ開始。
- 2018年（平成30年）7月 - 光サービス（ICC光）、ケーブルライン開始。
- 2019年（令和元年）5月 - ICCでんき、ICC Air（地域BWA）開始。
- 2020年（令和2年）
  - 8月 - メッシュWi-Fi、Netflix、Hulu開始。
  - 10月 - DAZN開始。
- 2022年（令和4年）7月 - ICCアプリ開始。

## サービスエリア
- 愛知県一宮市全域

## ケーブルテレビサービス

### 地上波系列別再送信局
| NHK-G     | NHK-E     | NNN/NNS    | ANN      | JNN       | TXN        | FNN/FNS    | JAITS                 |
| --------- | --------- | ---------- | -------- | --------- | ---------- | ---------- | --------------------- |
| NHK名古屋 | NHK名古屋 | 中京テレビ | メ～テレ | CBCテレビ | テレビ愛知 | 東海テレビ | ぎふチャン 三重テレビ |

### テレビ
地上波放送は同一周波数パススルー。BS放送は光サービスで同一周波数パススルー。CS放送は通信衛星を経由していない為、降雨減衰（降雨障害、降雪障害）の影響を受けない。
| 地上波放送     | 地上波放送     | 地上波放送                                           |
| リモコンキーID | 論理チャンネル | チャンネル名                                         |
| -------------- | -------------- | ---------------------------------------------------- |
| 1              | 011            | 東海テレビ                                           |
| 2              | 021            | NHK名古屋 Eテレ                                      |
| 3              | 031            | NHK名古屋総合                                        |
| 4              | 041            | 中京テレビ                                           |
| 5              | 051            | CBCテレビ                                            |
| 6              | 061            | メ～テレ                                             |
| 7              | 071            | 三重テレビ                                           |
| 8              | 081            | ぎふチャン                                           |
| 10             | 101            | テレビ愛知                                           |
| 11             | 111            | ICCチャンネル11                                      |
|                | 112            | ICCチャンネル11 サブチャンネル（ショップチャンネル） |
| 12             | 121            | ICCチャンネル12                                      |
|                | 122            | ICCチャンネル12 サブチャンネル（QVC）                |
| BS放送         |                |                                                      |
| リモコンキーID | 論理チャンネル | チャンネル名                                         |
| 1              | 101            | NHK BS                                               |
| 4              | 141            | BS日テレ                                             |
| 5              | 151            | BS朝日                                               |
| 6              | 161            | BS-TBS                                               |
| 7              | 171            | BSテレ東                                             |
| 8              | 181            | BSフジ                                               |
| 9              | 191            | WOWOWプライム                                        |
|                | 192            | WOWOWライブ                                          |
|                | 193            | WOWOWシネマ                                          |
| 10             | 200            | BS10                                                 |
|                | 201            | BS10スターチャンネル                                 |
| 11             | 211            | BS11                                                 |
| 12             | 222            | BS12 トゥエルビ                                      |
|                | 231            | 放送大学テレビ                                       |
|                | 232            | 放送大学テレビ(サブチャンネル)                       |
|                | 260            | J:COM BS                                             |
|                | 265            | BSよしもと                                           |
|                | 531            | 放送大学 BSラジオ                                    |
| BS 4K・8K放送  |                |                                                      |
| リモコンキーID | 論理チャンネル | チャンネル名                                         |
| 1              | 101            | NHK BSプレミアム4K                                   |
| 2              | 102            | NHK BS8K                                             |
| 4              | 141            | BS日テレ4K                                           |
| 5              | 151            | BS朝日4K                                             |
| 6              | 161            | BS-TBS4K                                             |
| 7              | 171            | BSテレ東4K                                           |
| 8              | 181            | BSフジ4K                                             |
| 11             | 211            | ショップチャンネル4K                                 |
| 12             | 221            | 4K QVC                                               |
| CS放送         |                |                                                      |
| 論理チャンネル | 論理チャンネル | チャンネル名                                         |
| 203            | 203            | MUSIC ON! TV（エムオン!）HD                          |
| 211            | 211            | スペースシャワーTV HD                                |
| 214            | 214            | MTV HD                                               |
| 261            | 261            | ファミリー劇場HD                                     |
| 262            | 262            | スーパー!ドラマTV                                    |
| 264            | 264            | ミステリーチャンネル                                 |
| 265            | 265            | KBS World HD                                         |
| 266            | 266            | チャンネル銀河 歴史ドラマ・サスペンス・日本のうた    |
| 267            | 267            | 時代劇専門チャンネルHD                               |
| 268            | 268            | アクションチャンネル                                 |
| 269            | 269            | アジアドラマチックTV（アジドラ）                     |
| 272            | 272            | TBSチャンネル2 名作ドラマ・スポーツ・アニメ          |
| 311            | 311            | GAORA SPORTS HD                                      |
| 312            | 312            | J SPORTS 3 HD                                        |
| 313            | 313            | ゴルフネットワーク                                   |
| 314            | 314            | スポーツライブ+                                      |
| 315            | 315            | スカイA                                              |
| 316            | 316            | J SPORTS 1 HD                                        |
| 317            | 317            | J SPORTS 2 HD                                        |
| 318            | 318            | 日テレジータス HD                                    |
| 319            | 319            | ダンスチャンネル byエンタメ〜テレ                    |
| 361            | 361            | ディスカバリーチャンネル                             |
| 362            | 362            | ヒストリーチャンネル 日本・世界の歴史&エンタメ       |
| 363            | 363            | ナショナルジオグラフィック                           |
| 406            | 406            | 囲碁・将棋チャンネル                                 |
| 407            | 407            | 釣りビジョン                                         |
| 412            | 412            | 女性チャンネル♪LaLa TV                               |
| 461            | 461            | ムービープラス                                       |
| 462            | 462            | 映画・チャンネルNECO-HD                              |
| 463            | 463            | WOWOWプラス 映画・ドラマ・スポーツ・音楽             |
| 464            | 464            | Dlife                                                |
| 465            | 465            | 日本映画専門チャンネル HD                            |
| 511            | 511            | キッズステーション HD                                |
| 512            | 512            | アニマックス HD                                      |
| 513            | 513            | カートゥーン ネットワーク 海外アニメ国内アニメ       |
| 551            | 551            | CNNj                                                 |
| 553            | 553            | BBCニュース                                          |
| 554            | 554            | 日経CNBC                                             |
| 555            | 555            | テレ朝チャンネル2 ニュース・情報・スポーツ           |
| 556            | 556            | 日テレNEWS24                                         |
| 601            | 601            | 歌謡ポップスチャンネル                               |
| 604            | 604            | アニマルプラネット                                   |
| 605            | 605            | MONDO TV HD                                          |
| 613            | 613            | 旅チャンネル HD                                      |
| 616            | 616            | TBSチャンネル1 最新ドラマ・音楽・映画                |
| 617            | 617            | エンタメ〜テレHD☆シネドラバラエティ                  |
| 618            | 618            | 日テレプラス ドラマ・アニメ・音楽ライブ              |
| 652            | 652            | ショップチャンネル                                   |
| 653            | 653            | QVC                                                  |
| 655            | 655            | ジュエリー☆GSTV HD                                   |
| 904            | 904            | グリーンチャンネル HD                                |
| 905            | 905            | グリーンチャンネル 2 HD                              |
| 908            | 908            | KNTV HD                                              |
| 911            | 911            | レジャーチャンネル                                   |
| 912            | 912            | SPEEDチャンネル                                      |
| 914            | 914            | テレ朝チャンネル1 ドラマ・バラエティ・アニメ         |
| 915            | 915            | フジテレビNEXT ライブ・プレミアム                    |
| 916            | 916            | V☆パラダイス                                         |
| 917            | 917            | Mnet HD                                              |
| 936            | 936            | 衛星劇場 HD                                          |
| 937            | 937            | 東映チャンネル HD                                    |
| 939            | 939            | フジテレビTWO ドラマ・アニメ                         |
| 940            | 940            | フジテレビONE スポーツ・バラエティ                   |
| 943            | 943            | J SPORTS 4 HD                                        |
| 946            | 946            | CNN U.S.                                             |
| 951            | 951            | AT-X                                                 |
| 952            | 952            | タカラヅカ・スカイ・ステージ                         |
| 998            | 998            | パラダイステレビ                                     |
| 999            | 999            | レインボーチャンネル                                 |

### ラジオ局
FMラジオの再送信。外部アンテナ端子が付いているFMラジオ・チューナー等に接続することにより聴取可能。
| MHz  | 放送局       |
| ---- | ------------ |
| 77.8 | ZIP-FM       |
| 78.9 | FM三重       |
| 80.7 | FM AICHI     |
| 82.5 | NHK-FM名古屋 |

### オプションサービス
- 楽録シリーズ
- 緊急地震速報システム
- NHK衛星受信料団体一括支払

## インターネット接続サービス
光サービスは『光10Gコース』（最大10Gbps・エリアは一部）、『光2Gコース』（D-ONUまで最大2Gbps）、『光1Gコース』（最大1Gbps）がある。集合住宅は建物により光ハイブリッドとなる場合もある。
各コースにはD-ONU（光2Gコースと光1Gコースは無線LAN内蔵）またはケーブルモデムのレンタル料金、メールアカウント、メールウィルスチェックサービス、迷惑メール対策サービス、メール転送サービスなどが含まれる。
オプションサービスはマカフィー セキュリティサービス、らくらく遠隔サポート、超ホーダイ on CATV、Hulu、DAZN、AIメッシュWi-Fiなどがある。

### ICC Air
ICC Air（地域BWA）は、集合住宅専用のサービス。

## 電話サービス
光サービスはケーブルプラス電話とケーブルライン。光ハイブリッドはケーブルプラス電話。

## ケーブルスマホ
ケーブルスマホ。NTTドコモ回線のMVNOとスマートフォンの販売。

## 他のサービス（一部）
- ICCでんき（エネクスライフサービス 提供）
- ICCデータ復旧サービス（いちのみやデータ復旧室 提供）
- 安心訪問サポート（2023年10月2日サービス開始）[10]